# Narcisse-Fortunat Belleau
Sir Narcisse-Fortunat Belleau (ur. 2 października 1808, zm. 14 września 1889) – kanadyjski polityk, prawnik i przedsiębiorca, kopremier rządu Prowincji Kanady

## Życiorys
Belleau urodził się w Saint-Foy w farmersko-mieszczańskiej rodzinie w Górnej Kanadzie. W latach 1818–1827 pobierał nauki w Petit Séminaire de Québec, a potem kontynuował studia prawnicze. Do palestry został przyjęty w 1832 r. Początek kariery prawnej Belleau przypadł na okres tragicznej w skutkach epidemii cholery w Montrealu. W obawie przed zarazą, większość miejskich prawników zamknęło swe biura i przeniosło się na wieś. Belleau postąpił inaczej. W okresie dużego zapotrzebowania na prawne doradztwo, głównie w kwestiach spadkowych, intensywnie pracował, nie obawiając się zagrożenia. Ta postawa przyniosła mu legiony klientów, którzy zostali z nim przez następne lata. Równolegle z praktyką prawniczą Belleau zaczął się udzielać jako przedsiębiorca. Został mianowany prezydentem Banku Quebecu, a w latach 1848–1893 kierował przedsiębiorstwem kolejowym North Shore Railway Company. Zasiadał także w radzie nadzorczej kilku innych firm.
Podobnie jak wielu znanych prawników jego czasów, zaangażował się w politykę. Dołączył do silnej we francuskiej Kanadzie grupy reformistów. Po pierwszych niepowodzeniach w wyborach parlamentarnych zainteresował się działalnością samorządową. W 1848 został radnym miejskim, a w latach 1846 do 1850 sprawował urząd burmistrza miasta Quebec. Wkrótce też przyszedł czas na politykę na poziomie krajowym.
W 1852 został powołany do rady legislacyjnej. Trzykrotnie zasiadał w rządzie jako minister rolnictwa i skarbu w latach 1857-1862 i 1865-1867. W drugim okresie sprawował funkcje ko-premiera (obok Johna Macdonalda) w ponadpartyjnym rządzie wielkiej koalicji, będąc reprezentantem Wschodniej Kanady i reformistów.
Za swe zasługi dla korony został uszlachcony w 1860. Po zawarciu Konfederacji Kanady powołany do senatu. W latach 1867–1873 sprawował funkcję gubernatora prowincji Quebec. Był pierwszym w historii francuskojęzycznym Kanadyjczykiem pełniącym obowiązki przedstawiciela monarchy brytyjskiego w Kanadzie.
W 1873 wycofał się z polityki, lecz ciągle był aktywny na polu gospodarczym i społecznym. Sprawował honorowe funkcje w wielu organizacjach społecznych. Zmarł pozostawiając olbrzymi majątek oceniany na 200 do 300 tysięcy ówczesnych dolarów.